# Lenguas esquimo-aleutianas
Las lenguas esquimo-aleutianas forman una familia de lenguas nativas de Groenlandia, el Ártico canadiense, Alaska y partes de Siberia. Consiste en las lenguas de los esquimales, conocidos como inuit en el norte de Alaska, Canadá y Groenlandia, como yup'ik en el oeste de Alaska y como yuit en Siberia, por un lado y por la lengua aleuta por el otro.
Esquimal es un nombre que habitualmente se tiende a evitar, pero se mantiene para englobar a los yuit-yupí-inuí. En Canadá se prefiere la denominación inuit. En Alaska se prefiere inuit o yup'ik dependiendo de quien se está hablando.
Tradicionalmente la familia de lenguas esquimales se divide en inuit y yupik. Sin embargo, estudios recientes sugieren que el yupik por sí mismo no es un nodo válido, o lo que es lo mismo, que el continuo dialectal inuit no es más que una de las varias lenguas del grupo yupik. Así, aunque sería correcto sustituir la palabra esquimal por yupik, esto no sería aceptable para la mayoría de los inuit. Por otra parte, considerar una dicotomía entre Alaska y Siberia esta sería con base en criterios más geográficos que lingüísticos, pues se encuentran ciertas continuidades entre una y otra, como los idiomas sirenik y naucano.
El Centro de Lenguas Nativas de Alaska (Alaska Native Language Center) calcula que la lengua ancestral común de las lenguas esquimales y del aleuta se dividió hace al menos 4000 años, y la familia lingüística esquimal se dividió en las ramas yupik e inuit hace unos 1000 años.

## Clasificación

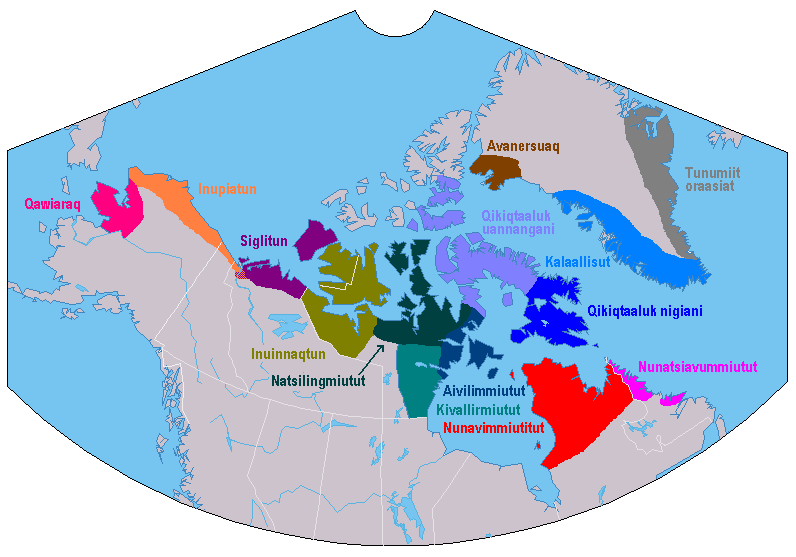
Lenguas inuktitut.

Esquimo-aleutiana
Aleutiana
Idioma aleutiano 2000 hablantes (1980); 490 (2002)
Dialectos occidentales-centrales: atkan, attuan, unangan, bering 190 (2002)
Dialectos orientales: unalaskan, pribilof 300 (2002)
Esquimal (yupik e inuit)
Lenguas yupik
Yupik de Alaska central 16.900 (2000)
Idioma alutiiq o yupik del golfo del Pacífico 76 (2000)
Idioma yuit o yupik central de Siberia (Islas Chaplinon y St. Lawrence) 830 (2000)
Idioma naukanski 75 (1990)
Idioma sirenik extinta desde 1997.
Lenguas inuit o inupik 
Idioma inupiaq (Alaska septentrional) 2.420 (2000)
Idioma inuvialuktun o inuktun (Canadá occidental) 4.000 (1981)
Idioma inuktitut (Canadá oriental; junto con inuktun) 32.775 (1991)
Idioma groenlandés (Groenlandia) 57.000 (2007)

### Dialectos
Aleutiano:
Aleutiano occidental/ Atkan y Attuan
Alaska
Aleutiano oriental
Esquimal:
Rusia: Yuit/ Yupiget
Sirenikski
Naukanski
Alaska: Yup'it/ Yut
Alutiiq
Inupiat-Nuit / Esquimal oriental
Unuit/Inupiaq
Esquimales Estrecho de Bering
Iñupiaq Alaskeño septentrional
Canadá occidental: Inuit/Inuvialuit/Inuktun
Mackenzie/Siglitun
Copper/Inuinnaqtun
Netsilik/Natsilingmiutut
Caribou/kivallirmiutun
Canadá oriental: Inuit /Inuktitut
Iglutik
Baffinland
Inuttut Labrador
Quebec Ártico
Groenlandia:Inuit/ Kalaallit/ Kalaallisut
Groenlandés occidental / Kitaamiutut
Groenlandés oriental
Esquimal polar

### Comparación léxica
Los numerales reconstruidos para lenguas esquimo-aleutianas son:
| GLOSA | Aleutiano | Inuit-Yupik | Inuit-Yupik | Inuit-Yupik             | PROTO-ESKIMO ALEUTIANO |
| GLOSA | Aleutiano | PROTO-INUIT | PROTO-YUPIK | PROTO-ESKIMAL           | PROTO-ESKIMO ALEUTIANO |
| ----- | --------- | ----------- | ----------- | ----------------------- | ---------------------- |
| '1'   | attaqan   | *atausiq    | *atauciq    | *ataʀuciʀ               | *ataʀ-                 |
| '2'   | allax     | *malʁuk     | *maːlʀuk    | *malʀuɣ                 | ?                      |
| '3'   | qankus    | *piŋasut    | *piŋayut    | *piŋayut                | ?                      |
| '4'   | sicin     | *sisamat    | *citamat    | *citamat                | *citəm-                |
| '5'   | caŋ       | *tallimat   | *taɬimat    | *tałłimat               | ?                      |
| '6'   | atuŋ      | *arvinllit  | *aʀvinləɣən | *aʀvin(ə)ləɣ            | *1+5                   |
| '7'   | alluŋ     | *5+2        | *5+2        | *5+2                    | *2+5                   |
| '8'   | qamciŋ    | *5+3        | *5+3        | *5+3                    | *3+5                   |
| '9'   | siciŋ     | *10-1       | *10-1       | *quləŋŋuʀutəŋit- (10-1) | ?                      |
| '10'  | hatxiχ    | *qulit      | *qula       |                         | ?                      |